# 에어 인디아 카고
에어 인디아 카고(영어: Air India Cargo)는 인도의 화물 항공사로 총 13개 노선을 취항하고 있다. 본사는 인도 뭄바이에 위치해 있으며 1954년에 설립했다. 또한 사용하고 있는 허브 공항으로 인디라 간디 국제공항이 있으며 주로 인도 국내 화물 노선을 운항했으나 지역 화물 항공사의 경쟁뿐만 아니라 재정 문제로 2012년에 운항이 중지되고 말았다.

## 보유 기종
- 2012년 4월 기준으로 에어 인디아 카고는 다음과 같은 기종을 보유하고 있다.[1]

## 같이 보기
- 에어 인디아
- 인도의 항공사 목록
- 인도의 교통
- 스타얼라이언스